# 하청만
하청만(河淸灣)은 경상남도 거제시 하청면 실전리 칠천대교 동단과 유계리 서항마을 북단을 연결한 선내에 있는 해역이다.

## 해양지명
수로업무법 제33조의4 제1항의 규정에 의거 해양지명위원회에서 심의·결정한 해양지명은 다음과 같다.
- 제정 해양지명 : 하청만
- 대표위치(WGS-84) : 34°58.11´ N 128°38.58´ E
- 범위 : 거제시 하청면 실전리 칠천대교 동단과 유계리 서항마을 북단을 연결한 선내 해역